# Loonnormwet
De loonnormwet of loonwet, voluit de Wet van 26 juli 1996 tot bevordering van de werkgelegenheid en tot preventieve vrijwaring van het concurrentievermogen, is een Belgische kaderwet van 26 juli 1996 die op 19 maart 2017 werd aangepast. De wet zorgt ervoor dat de lonen in de privésector in België niet sneller stijgen dan de lonen in de buurlanden.
De wet kwam er op initiatief van de Regering-Dehaene II, een coalitie van christen- en sociaaldemocraten, en introduceerde een loonnorm, een loonstijging die om de twee jaar wordt afgesproken in een interprofessioneel akkoord (IPA). Van in het begin uitten zowel werkgeversorganisaties als vakbonden kritiek op het kader dat de loonwet creëert.
Bij de aanpassing in 2017, door de centrumrechtse Regering-Michel I en met de steun van het Vlaams Belang, werd het mechanisme verstrengd. De voorheen indicatieve loonmarge werd een wettelijk maximum. De loonnorm wordt bovendien conservatiever berekend.

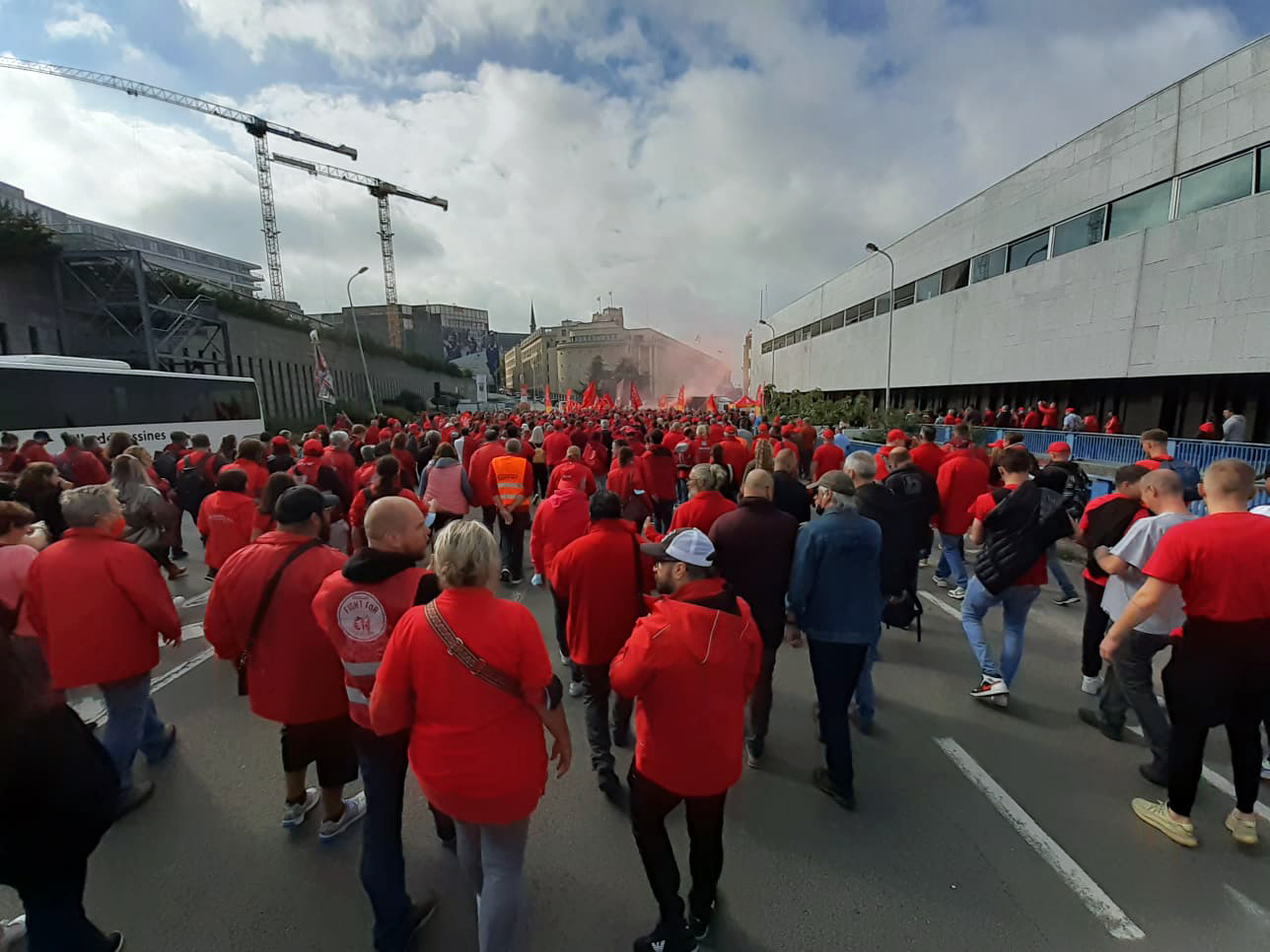
Vakbondsmanifestatie tegen de loonnormwet op 24 september 2021 in Brussel

De vakbonden ABVV, ACV en ACLVB en de linkse partij PVDA vragen een aanpassing of afschaffing van de wet, die door hen ook de loonblokkeringswet wordt genoemd. Begin 2021 dienden Kamerleden Raoul Hedebouw (PVDA) en Marc Goblet (PS) een wetsvoorstel in dat de loonnorm opnieuw indicatief zou maken. Tegen de loonnormwet werd actiegevoerd door het ABVV op 29 maart 2021, op 13 juli en opnieuw met een grote betoging op 24 september. Eind 2021 lanceerden de gezamenlijke vakbonden een petitie bij de Kamer om opnieuw vrije onderhandelingen toe te laten. Andere critici van de wet zijn Paul De Grauwe, Ive Marx en Gert Peersman. In 2022 voerden de vakbond meermaals actie voor koopkracht, met een aanpassing van de loonnormwet als een van de eisen.
Na een klacht van het ACV bij het CFA, een van de toezichthoudende organen van de Internationale Arbeidsorganisatie (IAO), oordeelde het CFA in november 2022 dat de loonnormwet "onverenigbaar is met de vrijheid van collectieve onderhandelingen", zoals die is vastgelegd in IAO-conventie 98. De uitspraak werd ook goedgekeurd door de raad van bestuur van de IAO, maar is niet juridisch bindend.